# Le Pâquier (Neuchâtel)
Le Pâquier is een plaats en voormalige gemeente in het Zwitserse kanton Neuchâtel. In 2013 is de gemeente gefuseerd naar de nieuwe gemeente Val-de-Ruz.
Le Pâquier NE telt 216 inwoners.